# قله لیلا
لیلا، نام ۳ قله در منطقه قراقروم پاکستان است. لیلا در زبان محلی عزیز و محبوب معنا می‌دهد.

## لیلا پیک (دره هاراموش)

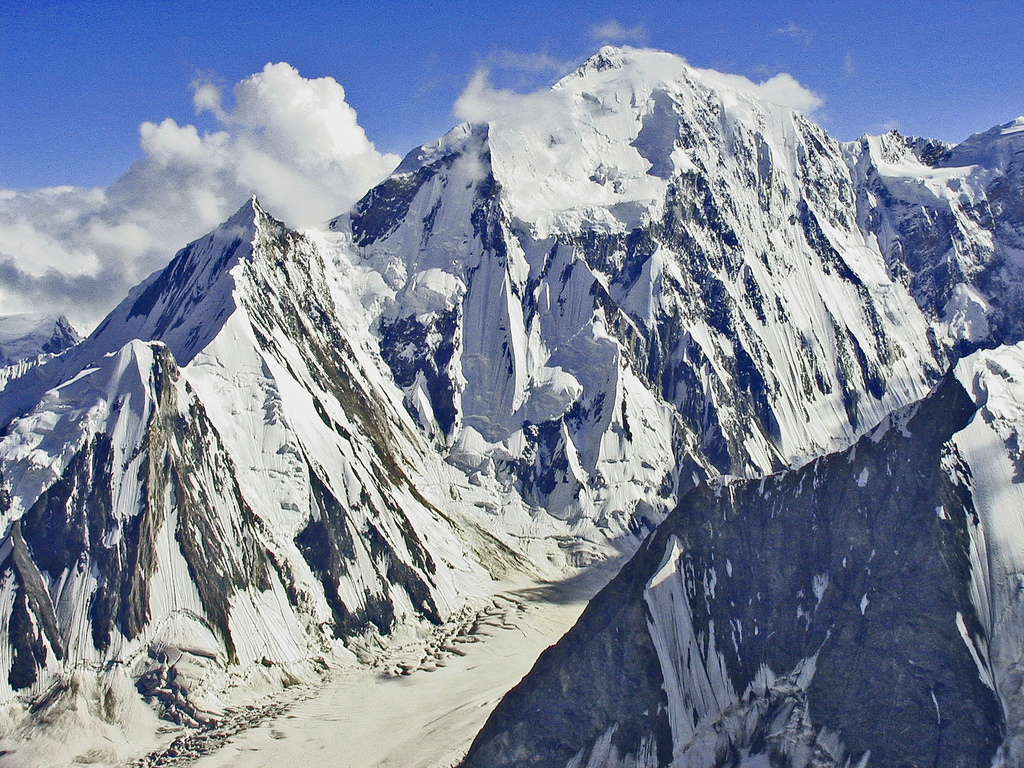
لیلا پیک دره هاموش

مرتفع‌ترین قله لیلاپیک در جنوب غربی یخچال چوگولونگما و جنوب کوه هاراموش قرار دارد و گروه‌های که برای صعود قله اسپانتیک وارد منطقه می‌شوند به راحتی آن را مشاهده می‌نمایند. ارتفاع این قله ۶۹۸۶ متر بوده و صعود آن کمی فنی و دشوار است. نخستین صعود این کوه در سال ۱۹۷۹ توسط هیکایریو از آلپاین کلاب ژاپن صورت گرفت.

## لیلا پیک (دره روپال)
کوتاهترین قله لیلا نیز در شمال دره روپال و در غربیترین نقطه رشته کوه هیمالیا در کنار نانگاپاربات قرار دارد. ارتفاع قله ۵۹۷۱ متر بوده و صعود آن بسیار دلپذیر می‌باشد.

## لیلا پیک (دره هوشی)
اما سومین قله لیلا پیک در دره هوشی، در شرق یخچال گندوگرولا و غرب دره چوگولیزا در رشته کوه قراقروم و ایالت بالتیستان پاکستان واقع شده. این قله لیلا دقیقاً از محل طلاقی گندوگرولا و از کونکوردیها و یخچال کی۲ قابل مشاهده‌است. این قله ۶۰۹۶ متر ارتفاع داشته، شکل نیزه مانندش آن را به عنوان یکی از زیباترین قلل دنیا معرفی نموده‌است. از اینرو بیش از دو قله قبل مورد توجه قرار می‌گیرد.
جبهه شمال غربی این کوه ۶۰۹۶ متری با بیش از ۱۵۰۰ متر طول دارای شیبی حدود ۴۵ درجه می‌باشد. در مورد ارتفاع این کوه نظر واحدی وجود ندارد. در برخی منابع آن را ۶۲۰۰ متر و در منابع دیگر ۶۶۱۴ متر ذکر نموده‌اند. در نقشه‌های کوه‌نوردی ژاپنی‌ها که در سال ۲۰۰۳ توسط تسونئو میاموری چاپ شد، ارتفاع این کوه ۶۰۹۶ متر بیان شده.
همچون اکثر قلل قراقروم که در دهه‌های ۸۰ و نود به شکل غیرقانونی و بدون در اختیار داشتن اجازه صعود فتح می‌شدند، لیلا پیک نیز دارای چنین سرنوشتی بود. نخستین صعود کوه توسط ۴ کوه‌نورد بریتانیایی از جمله سیمون یاتیز، و مارک میلر از جبهه غربی و از طریق یخ گندوگرو صورت گرفت. در اوایل دهه نود آلمانی‌ها از همان مسیر تیم بریتانیایی قله را صعود نمودند. آن‌ها را در این صعود گروهی سوئیسی همراهی می‌کردند. این صعود در تابستان ۱۹۹۳ صورت گرفت، این صعود نیز به شکل غیرقانونی انجام شد. اما تا سال ۱۹۹۷ هیچ صعودی به شکل رسمی به ثبت نرسید تا اینکه در این سال تیمی ایتالیایی متشکل از فابیو ایاچینی، پائولو کاوگنتو قله را صعود کردند و در پی آن‌ها روز بعد سه ایتالیایی دیگر موفق به صعود قله شدند. ایتالیائیها در مسیر با کپسول گازی روبرو شدند که نام ۴ کوه‌نورد بریتانیایی که حدود ۱۰ سال قبل قله را فتح کرده بودند بر روی آن حک شده بود. مسیر ایتالیائیها کمی دشوارتر از مسیرهای قبل و از غرب یال شمالی صورت گرفت.
تا این سال تمامی صعودهای لیلا پیک به شکل آلپی صورت گرفته بود. البته صعود یکروزه قله از کمپ اصلی پیشرفته در شرق یخچال گندوگرو امکان‌پذیر به نظر می‌رسید. گرچه مسیر صعود بالغ بر ۱۵۰۰ متر ارتفاع می‌باشد اما اغلب صعودها به شکل یکروزه صورت گرفته و تیمها پس از صعود قله با یک در کمپ ۵۰۰۰ متر روز دوم به کمپ اصلی بازگشتند.
برای هم هوایی مناسب جهت صعود لیلا پیک نیز می‌توان به قله ۵۶۵۰ متری گندوگرو صعود نمود.

### فرود با اسکی
در تابستان سال ۲۰۰۵ نخستین تلاش برای فرود با اسکی از این کوه توسط فردریک اریکسون و یورگن آموت کوه‌نورد - اسکی بازان اسکاندیناوی صورت گرفت. اگرچه آن دو نتوانستند قله را صعود نمایند اما مسیر شمال غربی کوه را اسکی کردند. آن‌ها لیلا پیک را بهت آورترین کوهی توصیف نمودند که تا آن زمان با آن برخورد کرده بودند و معتقد بودند، قله کوه شبیه نک سوزنی است که رو به آسمان قرار گرفته.
فردریک و یورگن در ۱۸ جون ۲۰۰۵ به کمپ اصلی در ارتفاع ۴۱۵۰ متری رسیدند. این دو کمپ ۱ خود را در ارتفاع ۵۰۰۰ متری و در تاریخ ۲۲ جون برپا کردند سپس در ساعت ۲:۳۰ بامداد روز بعد کمپ ۵۰۰۰ متر را به سمت قله ترک کردند و پس از ۷ ساعت به ۱۰۰ متری این سوزن عظیم رسیدند. آن‌ها ادامه مسیر را بیش از حد یخ زده و پر شیب یافتند که این شرایط برای اسکی کردن مناسب به نظر نمی‌رسید؛ لذا تصمیم گرفتند از همان نقطه با اسکی به پائین بازگردند. بدین شکل از ارتفاع ۶۰۰۰ متری تا پای یخچال گندوگرولا را اسکی کردند.
اما هرسه قلل لیلا پیک تاکنون توسط گروه‌ها و کوه نوردان مختلف صعود شده‌اند؛ ولی شاید صعود این سه قله توسط یک نفر بتواند انگیزه‌ای برای تلاش بیشتر بر روی آن‌ها باشد.